# Tecla Scarano
Tecla Scarano, nata Tecla Moretti (Napoli, 20 agosto 1894 – Napoli, 22 dicembre 1978), è stata un'attrice italiana.
Caratterista di ruoli talvolta secondari, ma sempre di notevole intensità, è stata una delle attrici napoletane più note, attiva dapprima a teatro, poi nel cinema e nella televisione.

## Biografia

### Esordi in teatro
Figlia di Giovanni Moretti, assunse il cognome materno (la madre era Anna Scarano, cantante d'operetta). Debuttò in palcoscenico a soli nove anni a Palermo e a quindici anni era già interprete di canzoni e romanze teatrali, ottenendo un discreto successo al Teatro Jovinelli di Roma grazie alla scrittura da parte dell'impresario del tempo, Giuseppe Jovinelli. Dopo un periodo come canzonettista nei café-concert partenopei, nel 1917 entrò a far parte della compagnia di teatro in prosa di Raffaele Viviani e fu protagonista di numerosi spettacoli di varietà, come Tuledo 'e notte e Fore 'a loggia.

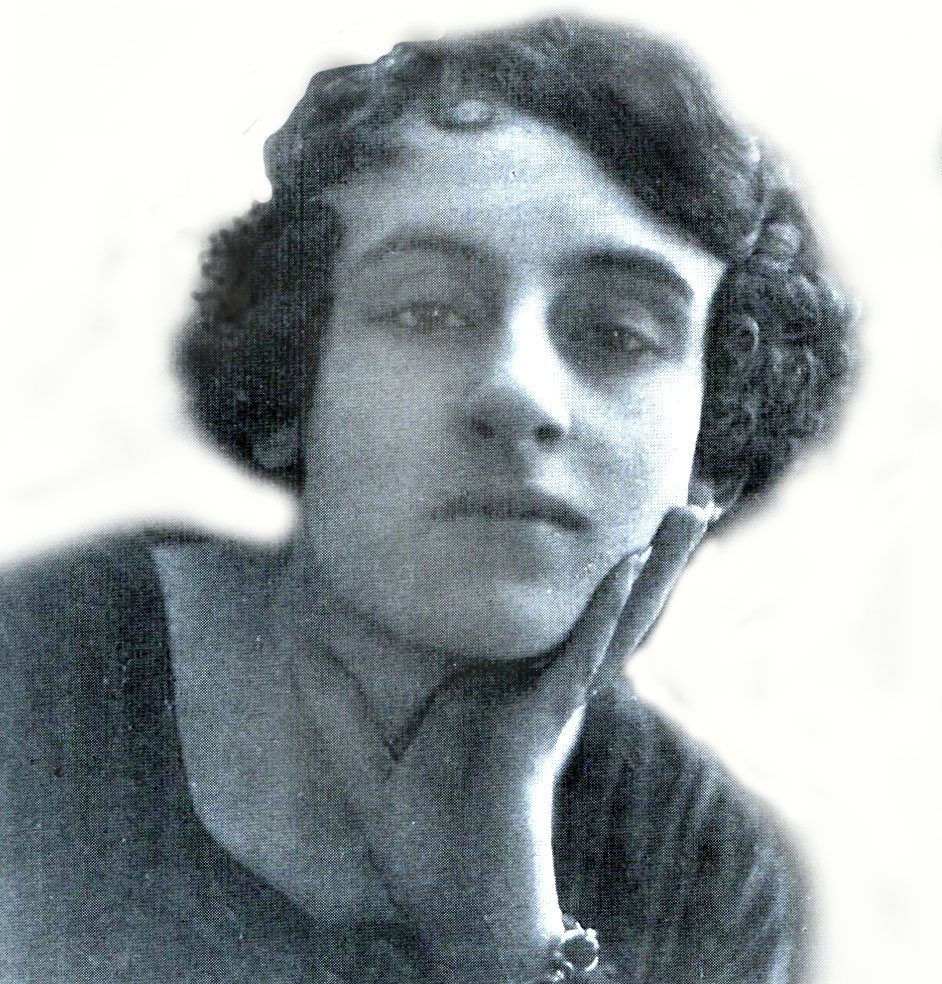
Un'immagine della Scarano dell'anno 1921

Dopo una breve parentesi con Vincenzo Scarpetta, tornò con Viviani nel 1930 per poi lavorare negli spettacoli di rivista di Michele Galdieri e nell'avanspettacolo di Garinei e Giovannini (1946). Nel 1954 Eduardo De Filippo la volle (al posto della sorella Titina in precarie condizioni di salute), nella farsa di Antonio Petito, Palummella zompa e vola, rappresentazione inaugurale del nuovo Teatro San Ferdinando.

### Cinema, radio e televisione
Lavorò con i più grandi attori del cinema comico italiano, da Totò a Nino Taranto, passando per Renato Rascel e fu spesso alla radio, sodale di Agostino Salvietti. Nel 1956 raggiunse una discreta notorietà presso il grande pubblico televisivo, dopo la partecipazione a L'Alfiere di Anton Giulio Majano. La sua attività cinematografica, che era iniziata nel 1937, proseguì sino al 1966, giungendo ad interpretare trentadue pellicole. Nel 1943 (ma il film uscì l'anno successivo) diede vita ad una petulante vicina di casa ne I bambini ci guardano diretta da Vittorio De Sica, col quale aveva condiviso da giovane i palcoscenici napoletani
Nel dopoguerra la Scarano diede alcune significative interpretazioni, rimaste nella memoria del pubblico: è l'affettata e garrula attrice ed insegnante di recitazione napoletana Tilde Spernanzoni in Bellissima (1951) di Luchino Visconti, con Anna Magnani, poi la petulante moglie di Totò in Il medico dei pazzi (1954) di Mario Mattoli, e l'altezzosa zitella e sorella di un avvocato della "Napoli bene" in Ieri, oggi e domani (1963) di Vittorio De Sica. Per la sua intensa partecipazione in Matrimonio all'italiana del 1964, diretta ancora da De Sica e nella quale è l'affettuosa e protettiva domestica di Filumena (Sophia Loren), ottiene il Nastro d'argento alla migliore attrice non protagonista.
Concluse la propria carriera cinematografica nel 1966 interpretando con intelligenza e ironia un piccolo ruolo apparentemente incompatibile con il suo repertorio partenopeo, quello della ricchissima e bisbetica zia bergamasca nell'episodio Il marito di Olga de I nostri mariti, diretto da Luigi Zampa.
In televisione apparve per l'ultima volta nel 1978 su Rete Uno nel film Diario di un giudice, e su Napoli Canale 21 nella trasmissione di Mario Trevi Trevi+Trevi=Napoli . Con Mario Trevi prese parte anche alla sua ultima apparizione teatrale, nella sceneggiata  'A befana del 1978, ed all'ultima incisione discografica, nel brano  'O treno dell'album 'A befana. Finita la prima replica della sceneggiata, per motivi di salute non riuscì a prendere parte alla seconda replica. Morì a Napoli il 22 dicembre 1978. Era sposata con il compositore e direttore d'orchestra Franco Langella.

## Filmografia

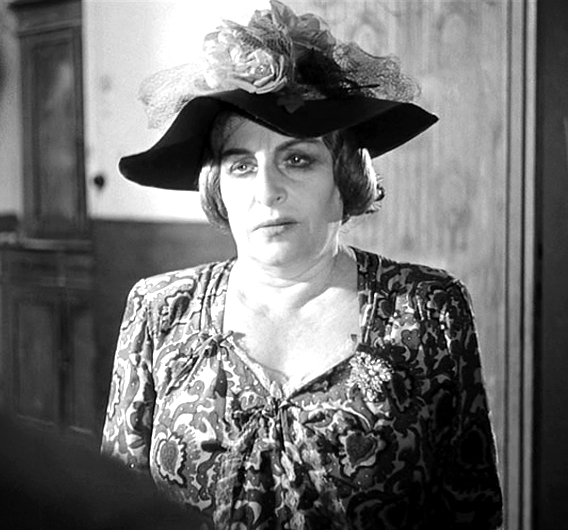
Tecla Scarano in Bellissima, 1951

- La regina della canzone, regia di Domenico Gaido (1919)
- Napoli che canta, regia di Roberto Roberti (1926)
- Sono stato io!, regia di Raffaello Matarazzo (1937)
- Gli ultimi giorni di Pompeo, regia di Mario Mattoli (1937)
- I bambini ci guardano, regia di Vittorio De Sica (1944)
- La figlia del peccato, regia di Armando Ingegnero (1949)
- L'acqua li portò via, regia di Rate Furlan (1949)
- Bellissima, regia di Luchino Visconti (1951)
- Il tallone d'Achille, regia di Mario Amendola e Ruggero Maccari (1952)
- Soli per le strade, regia di Silvio Siano (1953)
- ...e Napoli canta!, regia di Armando Grottini (1953)
- Balocchi e profumi, regia di Natale Montillo (1953)
- Il medico dei pazzi, regia di Mario Mattoli (1954)
- L'oro di Napoli, regia di Vittorio De Sica (1954)
- Pane, amore e gelosia, regia di Luigi Comencini (1954)
- Un americano a Roma, regia di Steno (1954)
- Scapricciatiello, regia di Luigi Capuano (1955)
- La trovatella di Pompei, regia di Giacomo Gentilomo (1957)
- Te sto aspettanno, regia di Armando Fizzarotti (1957)
- Primo applauso regia di Pino Mercanti (1957)
- Totò, Vittorio e la dottoressa, regia di Camillo Mastrocinque (1957)
- Perfide ma... belle, regia di Giorgio Simonelli (1958)
- Solitudine, regia di Renato Polselli (1961)
- Ieri, oggi, domani, regia di Vittorio de Sica (1963)
- Matrimonio all'italiana, regia di Vittorio De Sica (1964)
- Una questione d'onore, regia di Luigi Zampa (1965)
- Marcia nuziale, regia di Marco Ferreri (1965)
- Letti sbagliati, regia di Steno (1965)
- Made in Italy, regia di Nanni Loy (1965)
- I nostri mariti, episodio Il marito di Olga, regia di Luigi Zampa (1966)
- Te lo leggo negli occhi, regia di Camillo Mastrocinque (1966)
- Spara forte, più forte... non capisco!, regia di Eduardo De Filippo (1966)

### Prosa televisiva RAI
- Un figlio a pusticcio di Eduardo Scarpetta, regia di Mario Mangini e di Pietro Turchetti, trasmessa il 7 luglio 1959 sul Programma Nazionale

### Doppiatrici
- Wanda Tettoni in Marcia nuziale
- Laura Carli in I nostri mariti